# Chaerocina
Chaerocina is een geslacht van vlinders uit de onderfamilie Macroglossinae van de familie pijlstaarten (Sphingidae).

## Soorten
- C. byikiana Darge & Basquin, 2008
- C. dohertyi Rothschild & Jordan, 1903
- C. ellisoni Hayes, 1963
- C. jordani Berio, 1938
- C. livingstonensis Darge, 2006
- C. mbiziensis Darge & Basquin, 2008
- C. merionalis Carcasson, 1968
- C. usambarensis Darge & Basquin, 2008
- C. zomba Darge, 2006